# Пилипенки (Зіньківська міська громада)
Пили́пенки — село в Україні, у Зіньківській міській громаді Полтавського району Полтавської області. Населення становить 262 осіб. До 2019 орган місцевого самоврядування — Зіньківська міська рада.

## Географія
Село Пилипенки розміщене на правому березі річки Грунь, вище за течією на відстані 1,5 км наявне село Гусаки, нижче за течією на відстані 1,5 км розташоване село Ступки, на протилежному березі - село Проценки. На відстані 3 км розташоване місто Зіньків.

## Населення

### Мова
Розподіл населення за рідною мовою за даними перепису 2001 року:
| Мова            | Кількість | Відсоток |
| --------------- | --------- | -------- |
| українська      | 259       | 98.85%   |
| російська       | 2         | 0.77%    |
| інші/не вказали | 1         | 0.38%    |
| Усього          | 262       | 100%     |

## Історія
Жертвами голодомору 1932—1933 років стало 16 осіб.
12 червня 2020 року, відповідно до розпорядження Кабінету Міністрів України № 721-р «Про визначення адміністративних центрів та затвердження територій територіальних громад Полтавської області», село увійшло до складу Зіньківської міської громади.
19 липня 2020 року, в результаті адміністративно - територіальної реформи та ліквідації Зіньківського району, село увійшло до складу новоутвореного Полтавського району Полтавської області.

## Об'єкти соціальної сфери
- Будинок культури.